# 新潟会計ビジネス専門学校
新潟会計ビジネス専門学校（にいがたかいけいびじねすせんもんがっこう、英略：NABI）は、新潟市中央区にある私立専門学校である。

## 概要
本校は1997年に新潟市（現：中央区）万代の新潟ビジネス専門学校の会系学科が独立して開校した。校舎は2018年度まで国際ビューティーモード専門学校と共用していたが、2019年度より、本校の前身である新潟ビジネス専門学校（新潟市中央区万代）と校舎を統合している。

### 受賞歴
本校は1997年の開校以来、様々な競技大会で複数の優勝経験があり、文部科学大臣賞を複数回受賞している。
「ビジネスの甲子園」の別名がある全経主催の全国簿記電卓競技大会（団体競技・専門課程の部）では、全国最多となる15回の優勝経験（※2017年以降2年連続で優勝）が、同競技大会の個人総合競技部門では9回の優勝、同競技大会の電卓の部（団体競技）では全国最多の18回の優勝経験がある。
また、2018年7月には全経主催の全関東簿記珠算電卓競技大会において、簿記・珠算・電卓の全3部門において総合優勝を経験した。

## 沿革
- 1996年12月24日 - 設置認可[11]。設置者は学校法人新潟総合学院。
- 1997年4月 - 新潟ビジネス専門学校より分離し、独立・開校[12]。
- 2019年4月 - 新潟ビジネス専門学校の校舎内に移転[13][2][3]。設置者を学校法人国際総合学園に変更。